# Мидъл
Ми́дъл, сече́ние по Ми́дъла (от на нидерландски: middel, буквално – среден, среда) – най-голямото по площ напречно сечение на тяло, движещо се във вода или въздух. Понякога площта на мидъла се нарича площта на проекцията на тялото по плоскост, перпендикулярна на направлението на движението на тялото.
Обикновено се говори за сече́ние по Ми́дъла на торпедо, корпус на плавателен съд, подводница, фюзелаж на самолет, ракета и т.н.
Челното съпротивление е пропорционално на площта на мидъла, затова често се използва и отношението сила на съпротивлението към площ на мидъла.
Площта на мидъла на фюзелажа на самолета Ту-204 е 12,325 метра2.